# Причесна кашичица
Причесна кашичица, кашичица за причешћивање или ложица  (Лжи́ца)  (грч: Κοχλιάριον, Kochliárion) у Источном хришћанству је литургијски богослужбени предмет који се користи за поделу Светог причешћа вераницима током божанске литургије Источне православне цркве и оних источних католичких цркава које прате византијски обред.
У западном хришћанству (у оквиру традиција као што су англиканство,лутеранизам и методизам) перфорирана кашика се користи за уклањање свих страних честица које упадну у вино. То је један од предмета, у западним хришћанским црквама, који лежи на веродостојном столу.

## Историја
Увођење овог богослужбеног предмета у литургијски ритуал приписује се Јовану Златоустом.1715  
По тумачењу Светог Германа, тело и крв Христова јесу божански и духовни огањ који недостојне прљи, те је кашичица уведена како се не би проливала Света крв или тело употребило на сујеверан и недостојан начин.

## Употреба
Верници Светој тајни Евхаристије приступају пред царским дверима а свештеник им причасну твар ставља у уста кашичицом која има мали једаћи суспицијент и дугачку дршку. 
Ложица такође симболизује машице са којима је серафим са жртвеника Божијег у визији узео жеравицу и додирнувши их очистио њоме уста пророка Исаије.

## Изглед
Причасна кашичица мора бити златна, сребрна, или оловна, а никако од бронзе или дрвета. Према намени она има своју уобичајену форму, па је тако мали једаћи суспицијент без украса, а предмет уметничког обликовања и украшавања је дугачка дршка кашичице.
Трговци литургијским утварима нудили су ложице у комплету са путирима и прибором за проскомидију а карактерише их повратак необарокним формама али без пратећег финог украса.